# Xanthostigma xanthostigma
Xanthostigma xanthostigma là một loài côn trùng trong họ Raphidiidae thuộc bộ Raphidioptera. Loài này được Schummel miêu tả năm 1832.